# Дороти Хајт
Дороти Ајрин Хајт (Ричмонд (Вирџинија), 24. март 1912 — Вашингтон, 20. април 2010) била је истакнута афроамеричка активисткиња за грађанска права и права жена. Фокусирала се на проблеме који су погађали афроамеричке жене, као што су незапосленост, неписменост и свест бирача.
Хајтова је била прва лидерка у покрету за грађанска права која је истакла да су родна и расна неједнакост међусобно повезани проблеми који морају бити решавани заједно. Била је председница Националног савета црнкиња пуне четири деценије, током којих је водила борбу за једнакост и права афроамеричких жена. Иако је играла значајну улогу у покрету за грађанска права, њен допринос је често био игнорисан од стране медија због сексизма.
Године 1974. именована је у Националну комисију за заштиту људских субјеката биомедицинских и бихевиоралних истраживања. Ова комисија је објавила Белмонтов извештај, један од најважнијих биоетичких докумената, као одговор на злогласну Тускеги студију о сифилису, у којој су афроамерички мушкарци били подвргнути нехуманим медицинским експериментима без њиховог знања или пристанка.

## Младост и образовање
Дороти Хајт је рођена 24. марта 1912. године у Ричмонду, Вирџинија. Када је имала пет година, њена породица се преселила у Мекис Рокс Ранкин, индустријски град у предграђу Питсбурга, Пенсилванија. Тамо је похађала расно интегрисане школе и од ране младости била изложена активизму своје мајке, која је била ангажована у Пенсилванијској федерацији клубова обојених жена.
Њена сарадња са Young Women's Christian Association (YWCA) започела је у резервном клубу за девојке у Ранкину, који је био под покровитељством YWCA у Питсбургу. Постала је председница клуба, али је доживела расну дискриминацију када јој је забрањено коришћење базена у централном огранку YWCA због боје коже. Ово искуство је продубило њену посвећеност борби за расну једнакост, а касније је посветила велики део свог професионалног живота увођењу промена у YWCA.
Још у средњој школи Хајт је постала активна у покрету против линча. Као талентована говорница, освојила је прво место и стипендију од 1.000 долара на националном такмичењу у беседништву које је организовао Елкс. Средњу школу Ранкин завршила је 1929. године.
Иако је примљена на Барнард колеџ Универзитета Колумбија исте године, упис јој је одбијен због неписаног правила да се годишње примају само два афроамеричка студента. Уместо тога, уписала се на Универзитет Њујорку, где је дипломирала 1932. године, а 1933. магистрирала психологију образовања. Додатне постдипломске студије наставила је на Универзитету Колумбија и њујоршкој Школи социјалног рада.

## Утицај
Од 1934. до 1937. године, Дороти Хајт је радила у Одељењу за социјалну заштиту града Њујорка. Ово искуство јој је помогло да развије вештине за решавање конфликата. У јесен 1937. године, преселила се у Њујорк и придружила се особљу огранка Харлема. Ту је упознала Мери Меклауд Бетун и Еленор Рузвелт на састанку Националног савета црнкиња, који је одржан у YWCA.
У својим мемоарима из 2003. године, Хајт је описала овај сусрет као кључан тренутак у свом животу. Сећала се да је Мери Меклауд Бетун ставила руку на њу и увела је у своју блиставу орбиту људи који су били у позицијама моћи, али и оних који су се борили против сиромаштва. Бетун је рекла: „Капије слободе су полуотворене. Морамо их потпуно отворити.“ Овај сусрет је дубоко утицао на Хајт, која је од тада постала посвећена свом животном позиву.
Следеће године, Хајт је постала вршилац дужности директора YWCA у резиденцији Еме Рансом Хаус у Њујорку. Поред ових ангажмана, била је веома активна у Уједињеном хришћанском омладинском покрету, организацији која је настојала да повежу веру са друштвеним проблемима, посебно у афроамеричким заједницама.
Године 1939, Дороти Хајт је премештена у Вашингтон, где је постала извршни директор Филис Витли огранка YWCA. У јесен 1944. године, вратила се у Њујорк и придружила се националном особљу YWCA, са посебним фокусом на међурасне односе. Њен рад је обухватао обуку, писање и сарадњу са Комитетом за односе са јавношћу, где је њен увид у ставове и осећања и белаца и црнаца био кључан.
У овом периоду, YWCA је усвојила своју Међурасну повељу (1946), која није само обавезала удружење да ради на унапређењу међурасног искуства унутар својих редова, већ и да се бори против расне неправде у свим аспектима друштва. Хајт је била уверена да сегрегација подстиче предрасуде кроз отуђење, па је активно организовала састанке, водила радионице и писала чланке и памфлете како би помогла белим члановима YWCA да превазиђу своје страхове и поступају у складу са принципима који су били основа удружења.
Дороти Хајт била је активна чланица сестринства Делта Сигма Тета, у којем је развијала програме обуке за лидерство и екуменско образовање. Њена активност у сестринству почела је на Ро Чаптеру на Универзитету Колумбија, где је и постала национална председница од 1947. до 1956. године.
Године 1950, Хајт се преселила у одељење за услуге обуке у YWCA, где се фокусирала на професионалну обуку за особље. Током 1952. године провела је јесен у Индији као гостујући професор на Делхијској школи социјалног рада, а након повратка наставила је свој рад у Њујорку. Такође, учествовала је у Liberia Watch програму и активно радила у руководству ове иницијативе 1955. године.
Године 1963, у време када је покрет за грађанска права добијао све већи замах, Национални одбор YWCA је одобрио средства за покретање „Акционог програма за интеграцију и десегрегацију заједница YWCA” широм земље. Дороти Хајт је узела одсуство са позиције помоћнице директора за обуку да би водила овај двогодишњи акциони програм. На крају тог периода, Национални одбор је усвојио предлог да се убрза рад на превазилажењу симболичне интеграције и активном нападу на све аспекте расне сегрегације.
Као резултат тога, Хајт је основала Канцеларију за расну интеграцију (касније преименовану у Канцеларију за расну правду 1969. године) као део Извршне канцеларије. Као прва директорка канцеларије, помогла је у праћењу напретка удружења ка пуној интеграцији, осигурала је „искрен дијалог” и помогла у максималном искоришћавању афроамеричког вођства у организацији, како волонтерског тако и професионалног. Њен рад био је усмерен и на помоћ у запошљавању и задржавању афроамеричког особља. Пре него што се повукла из ИВЦА 1977. године, Хајт је изабрана за почасног члана националног одбора, што је било доживотно именовање.
Године 1958, Дороти Хајт је постала председница Националног савета црнкиња и остала на тој позицији до 1990. године. За време свог рада у YWCA и Националном савету црнкиња, активно је учествовала у Покрету за грађанска права и сматрана је за чланицу „Великих шест”, групе лидера покрета, укључујући Мартина Лутера Кинга млађег, Џејмса Фармера, Џона Луиса, А. Филипа Рендолфа, Роја Вилкинса и Витнија Јанга. Лидер за грађанска права Џејмс Фармер је у својој аутобиографији написао да је улога Дороти Хајт у овој групи често била занемарена од стране медија због сексизма.
Током Покрета за грађанска права, Хајт је организовала догађаје у Мисисипију са Поли Шпигел Кован, који су окупљали црне и беле жене из севера и југа Сједињених Америчких Држава, како би се бориле против расне сегрегације. Хајтова је имала значајну улогу као награђивана говорница, што јој је омогућило да буде ефикасан посредник и створи дијалог разумевања између различитих страна.
Иако није била позвана да говори на познатом Маршу на Вашингтон за послове и слободу, Хајт је била један од главних организатора скупа и кључни фактор у његовом успеху. Такође, радила је као амбасадор у неким важним женским организацијама.
Поред тога, развила је бројне међународне волонтерске програме са Национални савет црнкиња у Азији, Африци, Европи и Јужној Америци, што је допринело глобалној борби за једнакост и права жена.
Средином 1960-их, Дороти Хајт је написала колумну под називом "Женска реч" за недељне афроамеричке новине New York Amsterdam News. Ова колумна је била још један израз њене посвећености уједињењу жена и борби за права црнкиња у Сједињеним Америчким Државама.
Године 1974, Хајт је именована у Националну комисију за заштиту људских субјеката биомедицинских и бихејвиоралних истраживања. Комисија је објавила Белмонтов извештај као одговор на Тускеги студију о сифилису, што је био значајан корак ка стварању етичких стандарда у истраживањима који и данас представљају камен темељац у овој области.
Хајт је такође била покретачка снага у кампањи за подизање статуе у част Мери Меклауд Бетун у Линколн парку у Вашингтону. Ова статуа је била прва која је посвећена жени или Афроамериканцима и постављена је на савезној земљи. На откривању Меморијала Мери Меклауд Бетун у јулу 1974. године, коме је присуствовало више од 18.000 људи, Хајт је изјавила да статуа представља буђење захвалности за доприносе расних мањина и жена у Сједињеним Америчким Државама, као и симбол важности доприноса које су црнкиње дале друштву.

## Каснији живот
Године 1990, Дороти Хајт је, заједно са 15 других Афроамериканаца, основала организацију Афроамеричке жене за репродуктивну слободу, која је радила на унапређењу здравствених и репродуктивних права жена. Године 1994, Хајт је добила председничку медаљу слободе од председника Била Клинтона, као признање за свој изузетан рад у области људских права и напора за друштвену правду.
На прослави свог 90. рођендана 2002. године, прикупљена су средства у износу од пет милиона долара за финансирање хипотеке Националног савета црнкиња за седиште у Вашингтону. Зграда је касније названа Дороти И. Хајт. Ова прослава је привукла значајне донаторе, међу којима су били Дон Кинг и Опра Винфри.
Барнард колеџ је 2004. године одао признање Хајт као почасну алумну током комеморације 50. годишњице одлуке Браун против Одбора за образовање, као знак поштовања за њен допринос друштву и образовању.
Дороти Хајт је такође била позната по својој колекцији шешира, од којих су многи били дизајнирани од стране црног модног креатора из Вашингтона, Ваниле Бенеа. Њени шешири су постали њен заштитни знак, а делови њене колекције су били изложени у музејима као део културне баштине и уметничког израза.
Музичка представа If This Hat Could Talk, заснована на мемоарима Дороти Хајт Open Wide the Freedom Gates, дебитовала је 2005. године. Ова представа пружа дубок поглед на јединствену перспективу Дороти Хајт о покрету за грађанска права, истичући како је она играла кључну улогу у обликовању тог историјског периода. Рад не само да приказује њене личне доживљаје и напоре, већ такође детаљно истражује утицај других значајних фигура, као што су Мери Меклауд Бетун и Еленор Рузвелт, које су биле њене менторке и инспирације током живота.
Дороти Хајт је била дубоко уважавана у Сједињеним Америчким Државама, а председник Барак Обама је за њу рекао да је била „кума покрета за грађанска права и херој толиког броја Американаца“. Остала је активна на важним догађајима као што је Национално окупљање црначке породице у Вашингтону, које је похађала сваке године до своје смрти 2010. године.
Такође, Хајт је играла кључну улогу као председавајућа извршног комитета Лидерске конференције о грађанским правима, што је највиша позиција у америчким интересним групама за грађанска права. Њена подршка и активност остале су присутне и током инаугурације председника Обаме 20. јануара 2009. године, када је била почасни гост и седела на бини, сведочећи важном тренутку у америчкој историји.

## Смрт
Дороти Хајт примљена је 25. марта 2010. године у Универзитетску болницу Хауард у Вашингтону, из неутврђених разлога, као и у знак протеста, јер је имала заказане говоре. Преминула је 20. априла 2010. године, у 98. години живота. Говор на њеној сахрани у Националној катедрали у Вашингтону 29. априла те године одржао је председник Барак Обама. Након тога, сахрањена је на гробљу Форт Линколн у Колмар Мејнору, у Мериленду.
Убрзо након њене смрти, конгресменка Еленор Холмс Нортон и градоначелник Винсент Греј подстакли су Америчку поштанску службу да бившу главну пошту у Вашингтону преименују у Дороти И. Хајт пошту. Ова част учинила је Хајт једином Афроамериканком чије име носи федерални објекат у Вашингтону.

## Награде, признања и медаље
Дороти Хајт је током свог живота и након своје смрти примила бројна признања и награде за свој допринос борби за људска права и афроамеричку заједницу:
- Награда Вилијам Л. Досон, Конгресни одбор црнаца (1974)[29]
- Награда Џорџа Колинса, Congressional Black Caucus (1986)[29][30]
- Награда Candace за изузетну службу, Национална коалиција 100 црних жена (1986)[31]
- Председничка медаља грађана (1989)[32]
- Spingarn медаља од Националног удружења за напредак Обојених људи (1993)[33]
- Френклин Делано Рузвелт награда за слободу од жеље (1993)[34]
- Уврштена у Националну женску кућу славних (1993)[35][36]
- Председничка медаља слободе (1994)[4]
- Медаља председника 7. годишње Хајнцове награде (2001)[37]
- Национална Џеферсонова награда за највећу јавну службу у корист угрожених (2001)[38]
- Наведена на листи 100 највећих Афроамериканаца (2002)[39]
- Конгресна златна медаља председника Џорџа В. Буша у име Конгреса Сједињених Америчких Држава (2004)[4]
- Једна од 34 признања на Меморијалу The Extra Mile у Вашингтону (2005)[40]
- Foremothers награда за животно дело Националног центра за здравствена истраживања (2009)[41]
- У њену част названа је Библиотека четврти Бенинг/Дороти И. Хајт, отворена у априлу 2010. године[42]
- Након њене смрти, председник Барак Обама је наредио да се заставе вијоре на пола копља 29. априла 2010. године.[43]
- 21. маја 2010. године сандуче за позиве је посвећено Дороти Хајт, испред последње зграде у којој је живела.[44]
- 24. марта 2014. године, на прослави 102. годишњице њеног рођендана, Гугл је приказао дудл са портретом Дороти Хајт.[45][46][47]
- Новембра 2016. године награђена је поштанском марком Сједињених Америчких Држава из 2017. године, 40. марком у серији Black Heritage Forever.[48]

Желим да ме памте као некога ко је искористио себе и све што је могао да дотакне да ради за правду и слободу. Желим да ме памте као некога ко је покушао.— Дороти Хајт, 